# Peltosaari (ö i Kuhmois, Isojärvi)
Peltosaari är en ö i Finland. Den ligger i sjön Isojärvi och i kommunen Kuhmois i landskapet Mellersta Finland, i den södra delen av landet, 170 km norr om huvudstaden Helsingfors. Öns area är 27,8 hektar och dess största längd är 1,4 kilometer i sydöst-nordvästlig riktning.  Ön hör till Isojärvi nationalpark.